# Condado de Castelo
El condado de Castelo es un título nobiliario español creado (con el vizcondado previo de Castelo), por Real Decreto el 29 de octubre de 1699 por el rey Carlos II, otorgando el Real despacho el rey Felipe V el 14 de noviembre de 1702, a favor de Nicolás de Pardiñas-Villar de Francos y Bañuelos, en recuerdo de los méritos de su padre Bernardino de Pardiñas-Villar de Francos, Regidor de Madrid, así como de sus ilustres antepasados novohispanos.

## Condes de Castelo
|                                 | Titular                                             | Periodo               |
| Creación por Felipe V           | Creación por Felipe V                               | Creación por Felipe V |
| ------------------------------- | --------------------------------------------------- | --------------------- |
| I                               | Nicolás de Pardiñas-Villar de Francos y Bañuelos    | 1702-                 |
| II                              | .                                                   |                       |
| Rehabilitación por Alfonso XIII |                                                     |                       |
| III                             | José María Bermúdez y Varela                        | 1920-                 |
| .                               | .                                                   |                       |
| .                               | Francisco de Paula Bermúdez de la Puente y González | 1961-1987             |
| .                               | Jaime Bermúdez de la Puente y González del Valle    | 1987-actual titular   |

## Historia de los condes de Castelo
- Nicolás de Pardiñas-Villar de Francos y Bañuelos, I conde de Castelo. A su muerte sin descendientes le sucedió su primo hermano:

- Ildefonso de Pardiñas-Villar de Francos y Fernández de Córdoba, II conde de Castelo'. Le sucedió su hijo:

- Andrés de Pardiñas-Villar de Francos y Solís, III conde de Castelo'

- Rehabilitado por Alfonso XIII a favor de:

- José María Bermúdez y Varela, IV conde de Castelo

- Francisco de Paula Bermúdez de la Puente y González, conde de Castelo.

1. Casó con María Teresa González del Valle Herrero. Le sucedió su hijo:

- Jaime Bermúdez de la Puente y González del Valle, conde de Castelo, actual titular.